# Gracsovkai járás
A Gracsovkai járás (oroszul Грачёвский район) Oroszország egyik járása az Orenburgi területen. Székhelye Gracsovka.

## Népesség
- 1989-ben 15 946 lakosa volt.
- 2002-ben 16 198 lakosa volt.
- 2010-ben 13 495 lakosa volt, melyből 11 108 orosz, 802 csuvas, 290 kazah, 281 tatár, 243 ukrán, 143 mordvin, 128 örmény, 104 baskír.